# Trelleborgs FF
Der Trelleborgs FF ist ein schwedischer Fußballverein in der Stadt Trelleborg. Der Verein wurde am 6. Dezember 1926 gegründet und spielt seit der Saison 2019 in der zweiten Liga Schwedens Superettan.

## Geschichte
Im Jahre 1984 konnte man sich, nach zwei Qualifikationsspielen gegen Åtvidabergs FF, das erste Mal in der Vereinsgeschichte für die höchste schwedische Spielklasse die Allsvenskan qualifizieren. Dabei verlor Trelleborg das erste Spiel in Åtvidaberg mit 1:0. Das Rückspiel konnte aber vor 9.790 Zuschauern im heimischen Stadion Vångavallen, mit 3:1 gewonnen werden. Nach dem Aufstieg kam aber nach nur einer Saison 1985 gleich wieder der Abstieg in die zweite Liga. 
Im Jahr 1991 gelang der erneute Aufstieg in die Allsvenskan. Im Jahr 1994 spielte Trelleborgs FF im UEFA-Cup, nach einem 4. Platz in der Allsvenskan 1993. Im UEFA-Cup schlug man zunächst GÍ Gøta (1:0 und 3:2) von den Färöer-Inseln. In der nächsten Runde gelang ein beachtenswerter Sieg gegen die Blackburn Rovers (1:0 in England und 2:2 daheim). Lazio Rom war dann der Gegner in der dritten Runde. Nachdem man zu Hause 0:0 gespielt hatte, musste sich Trelleborgs FF in Rom mit 0:1 in der Verlängerung geschlagen geben. 
Nach dieser "Glanzzeit" der Vereinsgeschichte hielt sich der Verein bis zum Jahr 2001 in der Allsvenskan, bevor man dann in die Superettan abstieg. Der Verein spielte daraufhin zwischen 2002 und 2006 in der zweiten Liga. Unterbrochen wurde die Zweitligazugehörigkeit durch ein recht erfolgloses Intermezzo in der Allsvenskan im Jahre 2004.
Von 2007 bis 2011 gehörte Trelleborgs FF erneut der Allsvenskan an. Dabei gelang in der ersten Saison 2007 nur ganz knapp der Klassenerhalt vor der punktgleichen IF Brommapojkarna. Als Vorletzter mit 3 Punkten Rückstand auf den Relegationsplatz folgte 2011 jedoch der erneute Abstieg in die Superettan. Der negative Trend setzte sich auch 2012 fort; der Klub stieg direkt in die Division 1 Södra ab. Durch den sportlichen Abstieg hat der Klub außerdem mit einem personellen wie finanziellen Aderlass zu kämpfen. Zahlreiche Sponsoren verabschiedeten sich von ihrem Engagement beim TFF. Im Jahr 2015 stellte der Verein eine neue Bestmarke von 10 Siegen in Folge auf. Nach der Saison stieg man als Tabellenerster in die Superettan auf.

## Ewige Tabelle
In der ewigen Tabelle der Allsvenskan belegt der Verein Rang 20.

## Trainer seit 1990
- Tom Prahl (1990–1995)
- Magnus Andersson (1996)
- Sören Cratz (1997–1998)
- Alf Westerberg (1999–2000)
- Ole Mørk (2001)
- Alf Westerberg (2001–2002)
- Anders Grimberg/Ulf Larsson (2002–2004)
- Conny Karlsson (2004–2007)
- Tom Prahl (2008–2011)
- Alf Westerberg (2012)
- Anders Grimberg (2012–2013)
- Conny Karlsson (2014)
- Patrick Winqvist (2015–2018)
- Kristian Haynes (2018)
- Peter Swärdh (2019)
- Kristian Haynes (2019–2022)
- Per-Ola Ljung (2023)
- Stefan Jacobsson (2023–)

## Spieler
- Mats Lilienberg (1990–1993)